# Husbuk
Husbuk ist ein osttimoresischer Ort im Suco Tibar (Verwaltungsamt Bazartete, Gemeinde Liquiçá). Das Dorf liegt im Nordosten der Bucht von Tibar. Der größte Teil des Ortes befindet sich in der Aldeia Fatunia, der Süden liegt aber in der Aldeia Libaulelo. Die Überlandstraße von Dili nach Liquiçá führt durch Husbuk. Nördlich befindet sich die Landspitze Ponta Açoilo, südlich führt die Straße vorbei an Fischteichen zum Ort Tibar.